# Arundinaria appalachiana
La Arundinaria appalachiana, en anglès Hill cane o Canya de turó, és una espècie de bambú, del gènere Arundinaria de la família de les poàcies, ordre de les poals, subclasse de les commelínides, classe de les liliòpsides, divisió dels magnoliofitins.
És un bambú llenyós natiu de les muntanyes Apalatxes en el sud-est dels Estats Units. La planta fou reclassificada com a espècie en l'any 2006 basant-se en nova informació morfològica i genètica; fins aleshores, havia estat considerada com a variant de l'Arundinaria tecta. És un membre relativament petit del gènere Arundinaria i només assoleix alçades d'entremig metre i un metre. És una de les tres espècies temperades de bambú natives de Nord-amèrica. Es fa en llocs secs o moderadament humits situats a les faldes de les muntanyes, en pendents o penya-segats, en boscos de roures i espècies del gènere Carya, i això contrasta amb els seus cosins, l'Arundinaria gigantea que creix vora rius i rierols i l'Arundinaria tecta que es fa en zones pantanoses o molt humides.

## Taxonomia
La qüestió dels bambús occidentals dels Estats Units ha estat controvertida al llarg dels temps. L'any 1788, Thomas Walter en descrigué només dues espècies, les ja esmentades A. gigantea i A. tecta. L'Arundinaria appalachiana fou inicialment catalogada com a Arundinaria tecta var. "decidua" (C.D. Beadle, 1914) a causa del caràcter caducifoli, encara que el mateix Beadle i altres botànics també consideraren que es pogués tractar d'una nova espècie. Després que Triplett i Clark analitzessin cladísticament el gènere, arribaren a la conclusió que cada una tenia un llinatge monofilètic. L'anàlisi morfològica ha confirmat aquesta asseveració.

## Descripció
L'A.appalachiana és el membre més petit del seu gènere, amb un tronc amb alçades mitjanes d'entre els 50 cm. i el metre, per bé que alguns exemplars han assolit el metre vuitanta. Són força prims, amb un diàmetre que varia entre els 2 i els 6 mil·límetres. Com qualsevol altre bambú, creix de rizomes subterranis, que s'expandeixen horitzontalment fins a curtes distàncies per emergir de la terra per a formar nous troncs. Cada un d'aquests està coronat per un manat en forma de vano de 6 a 12 fulles. Aquestes fan entre 9 i 22,5 cm de llarg, tenen una amplada d'entre 1,4 a 2,8 cm. i forma lanceolada -en forma de llança- o una mica més ampla, tendint a l'òval. Les branques primàries són erectes, cilíndriques i no acostumen a depassar els 35 centímetres. Les bases d'aquestes branques tenen entre 2 i 5 internodes seguits i no hi creixen branques secundàries.

## Distribució geogràfica
Aquest bambú és natiu de les muntanyes Apalatxes meridionals i de la regió de Piedmont, en el sud-est dels Estats Units. Se situa en la part oest de Carolina del Nord i del Sud, en el sud-est de Tennessee, el nord de Geòrgia i el nord d'Alabama. Apareix a altures d'entre els 300 i els 800 metres, encara que s'ha trobat fins als 1.065 metres. El seu hàbitat típic són zones seques en les faldes de turons, però pot fer-se en terrenys més humits, a prop de rierols o terrenys amb filtracions d'aigua.